# Andréi Rochilov
Andréi Rochilov –en ruso, Андрей Рочилов– es un deportista soviético que compitió en luge en la modalidad individual. Ganó una medalla de bronce en el Campeonato Mundial de Luge de 1990.

## Palmarés internacional
| Campeonato Mundial | Campeonato Mundial | Campeonato Mundial | Campeonato Mundial |
| Año                | Lugar              | Medalla            | Prueba             |
| ------------------ | ------------------ | ------------------ | ------------------ |
| 1990               | Calgary (Canadá)   | Medalla de bronce  | Equipo             |